# Termoerozja
Termoerozja – rodzaj erozji, charakterystyczny dla obszarów z wieloletnią zmarzliną i polegający na nadtapianiu przemarzniętego gruntu na brzegach koryta rzecznego i przez wodę płynącą, posiadającą temperaturę dodatnią. Stopienie lodu gruntowego spajającego cząstki mineralne powoduje rozluźnienie struktury gruntu i jego osypywanie się do koryta, przy brzegu powstaje zaś nisza.
Uważa się, że termoerozja w plejstocenie była ważnym procesem w rozwoju pradolin.